# Luc-sur-Orbieu
Luc-sur-Orbieu (okzitanisch Luc d'Orbiu) ist eine Gemeinde mit 1159 Einwohnern (Stand 1. Januar 2022) in Frankreich. Sie liegt im Département Aude in der Region Okzitanien. Luc-sur-Orbieu ist Teil des Gemeindeverbandes Communauté de communes Région Lézignanaise, Corbières et Minervois. 
Die Einwohner der Gemeinde heißen Lucquois.
Ein Teil der landwirtschaftlichen Flächen dient dem Weinbau und die Weinberge liegen innerhalb der geschützten Herkunftsbezeichnung Corbières. 

## Bevölkerungsentwicklung
| Jahr | Einwohner |
| ---- | --------- |
| 1962 | 0711      |
| 1968 | 0728      |
| 1975 | 0720      |
| 1982 | 0709      |
| 1990 | 0726      |
| 1999 | 0786      |
| 2007 | 0936      |
| 2016 | 1140      |